# Boris Saunier
Pour les articles homonymes, voir Saunier.
Boris Saunier, né le 6 janvier 1978, est un kayakiste français pratiquant la descente.

## Palmarès

### Championnats du monde
- 2002 à Valsesia,  Italie
  -  Médaille d'or en K1, Course Sprint
  -  Médaille d'or en K1, Course classique
- 2000 à Treignac,  France
  -  Médaille de bronze en K1 par équipe